# Stiphropella
Stiphropella is een monotypisch geslacht van spinnen uit de  familie van de Thomisidae (krabspinnen).

## Soort
- Stiphropella gracilis Lawrence, 1952